# Герб Боршевичів
Герб Боршевичів — один з офіційних символів села Боршевичі, Самбірського району Львівської області.

## Історія
Символ затвердила IV сесія Боршевицької сільської ради 3-го (XXIII) скликання рішенням № 19 від 18 березня 1999 року.
Автор — Андрій Гречило.

## Опис (блазон)
У синьому полі три срібні підкови, дві над одною, повернуті вухами до центру.
Щит вписаний у еклектичний картуш, увінчаний золотою сільською короною.

## Зміст
Синє поле означає річку Вирву, над якою розташоване село, а підкови вказують на один із давніх місцевих промислів.
Золота корона з колосків вказує на статус сільського населеного пункту.